# Saga (fortællekoncept)
 For alternative betydninger, se Saga (flertydig). (Se også artikler, som begynder med Saga)
En saga er en fortælling, der strækker sig over flere generationer.

## Kendte sagaer
- Forsythesagaen
- Star Wars-sagaen
- Derkholm-sagaen

| Sprog og litteratur | Spire Denne artikel om litteratur er en spire som bør udbygges. Du er velkommen til at hjælpe Wikipedia ved at udvide den. |